# 2008-as svéd labdarúgó-szuperkupa
A 2008-as svéd labdarúgó-szuperkupa (hivatalos nevén: Svenska Supercupen) 2008. március 22-én került megrendezésre a göteborgi Nya Ulleviben. A mérkőzést a 2007-es bajnok IFK Göteborg és kupagyőztes Kalmar FF játszotta.
Jonas Wallerstedt góljával szerzett vezetést a Göteborg a 24. percben, majd a 67. percben szabadrúgásból növelték az előnyüket 2-0-ra Hjalmar Jónsson révén. Wallerstedt a 82. percben megszerezte második gólját is a mérkőzésen. A Kalmar FF a 87. percben César Santin góljával szépített, amivel végül 3–1-re nyerte meg a kupát a IFK Göteborg történelme során először.

## Mérkőzés
| 2008-03-22 16:00 (CEST) | IFK Göteborg                                  | 3 – 1         | Kalmar FF        | Ullevi, Göteborg Nézőszám: 1643 Játékvezető: Martin Hansson (Holmsjö) |
| 2008-03-22 16:00 (CEST) | Jonas Wallerstedt 24' 82' Hjálmar Jónsson 67' | (Jegyzőkönyv) | César Santin 87' | Ullevi, Göteborg Nézőszám: 1643 Játékvezető: Martin Hansson (Holmsjö) |

| IFK Göteborg | Kalmar FF |

| IFK GÖTEBORG:            |    |                          |  |     |
|                          |    |                          |  |     |
| GK                       | 1  | Kim Christensen          |  |     |
| RB                       | 10 | Niclas Alexandersson (c) |  |     |
| CB                       | 5  | Mattias Bjärsmyr         |  |     |
| CB                       | 22 | Ragnar Sigurðsson        |  |     |
| LB                       | 14 | Hjálmar Jónsson          |  |     |
| RM                       | 24 | Jonatan Berg             |  | 81' |
| CM                       | 13 | Gustav Svensson          |  |     |
| CM                       | 20 | Eldin Karisik            |  |     |
| LM                       | 7  | Tobias Hysén             |  | 77' |
| FW                       | 19 | Pontus Wernbloom         |  |     |
| FW                       | 18 | Jonas Wallerstedt        |  | 86' |
| Cserék:                  |    |                          |  |     |
| GK                       | 12 | David Stenman            |  |     |
| DF                       | 2  | Sebastian Eriksson       |  |     |
| MF                       | 17 | Daniel Alexandersson     |  | 77' |
| FW                       | 9  | Stefan Selakovic         |  | 86' |
| FW                       | 11 | Mathias Ranégie          |  | 81' |
| Edző:                    |    |                          |  |     |
| Jonas Olsson Stefan Rehn |    |                          |  |     |

| KALMAR FF:       |    |                     |  |         |
|                  |    |                     |  |         |
| GK               | 1  | Petter Wastå        |  |         |
| RB               | 2  | Arthur Sorin        |  |         |
| CB               | 4  | Marcus Lindberg     |  |         |
| CB               | 14 | Patrik Rosengren    |  |         |
| LB               | 6  | Mikael Eklund       |  |         |
| RM               | 10 | Patrik Ingelsten    |  | 77'     |
| CM               | 18 | Rasmus Elm          |  |         |
| DM               | 8  | Henrik Rydström (c) |  |         |
| CM               | 17 | Viktor Elm          |  |         |
| LM               | 25 | César Santin        |  |         |
| FW               | 13 | David Elm           |  | 36' 73' |
| Cserék:          |    |                     |  |         |
| GK               | 32 | Zlatan Azinovic     |  |         |
| DF               | 3  | Joachim Lantz       |  |         |
| DF               | 9  | Stefan Larsson      |  | 77'     |
| MF               | 12 | Daniel Lopes Silva  |  | 73'     |
| MF               | 21 | Lasse Johansson     |  |         |
| Edző:            |    |                     |  |         |
| Nanne Bergstrand |    |                     |  |         |